# Dientzenhofer család
A Dientzenhofer építészcsalád a Felső-bajorországi Aiblingen faluból származik. A családnak két ágát tartják számon; mindkettő jeles építészeket adott.
A család – különösen a cseh ág – alapvető érdeme, hogy olasz példákat követve, főleg Francesco Borromini és Camillo-Guarino Guarini hatására bevezették a közép-európai építészetbe a szférikus boltozatot. Ez volt a 18. századi boltozástechnika legmodernebb eszköze, amely azért alakult ki, mert az itáliai barokk téralakításában a hosszanti és a centrális tér szintéziseként egyre nagyobb szerepet kapott az ovális térforma. Az egymás mellett álló ovális boltszakaszok, fő- és mellékterek viszont csak úgy kapcsolódhattak, ha egymást átvágták vagy egymásba hatoltak, és így konkáv vagy konvex határvonalakkal fűződtek egymáshoz. Az ovális térelemek miatt lényegesen átalakultak a boltozatok, mivel a szakaszhatárokon álló és a bolthevedereket tartó támaszok kimozdultak az addigi derékszögű, tehát a fő- és a kereszttengely irányával egyező rendszerből. Ez a változás kiválóan megfigyelhető a család egyes tagjainak Banzban, Prágában és egyebütt épített templomain (Kelényi).

## Cseh ág
1678-tól (Művlex) alapvetően e család tagjai alakították ki Prága barokk városképét.
1. Az ágat alapító Christoph Dientzenhofert (1655–1722) 1678-ban említik először a mai Prágából. 1686-ban kapott polgárjogot Kisoldalban. Részt vett a Hradzsinban álló Loretói Szűz Mária-templom építésében; halála után ezt is fia fejezte be.
2. Christoph fia, Kilian Ignaz Dientzenhofer (1689–1751) a család legjelentősebbnek tartott tagja. Több, a mai Magyarországon álló épületet is tervezett.

## Bajor ág
1. George Dientzenhofer (1643–1689) a bambergi Szent Márton-templom tervezője.
2. Johann Dientzenhofer (1655–1726) Fuldában a dóm és a Biebestein-kastély, valamint a pommersfeldeni új kastély tervezője.
3. Leonhard Dientzenhofer (Johann Leonhard Dientzenhofer; 1660–1707) a bambergi püspöki palota építője (1695–1703).
4. Justus Heinrich Dientzenhofer (1702–1744), Johann fia-